# Comtesse du Barry (entreprise)
Pour les articles homonymes, voir Comtesse du Barry.
Ne doit pas être confondu avec Madame du Barry.
Comtesse du Barry est une entreprise agroalimentaire française, filiale du groupe Maïsadour. Fondée par Joseph et Gabrielle Dubarry en 1908, elle est spécialisée dans le foie gras et les plats cuisinés.

## Historique

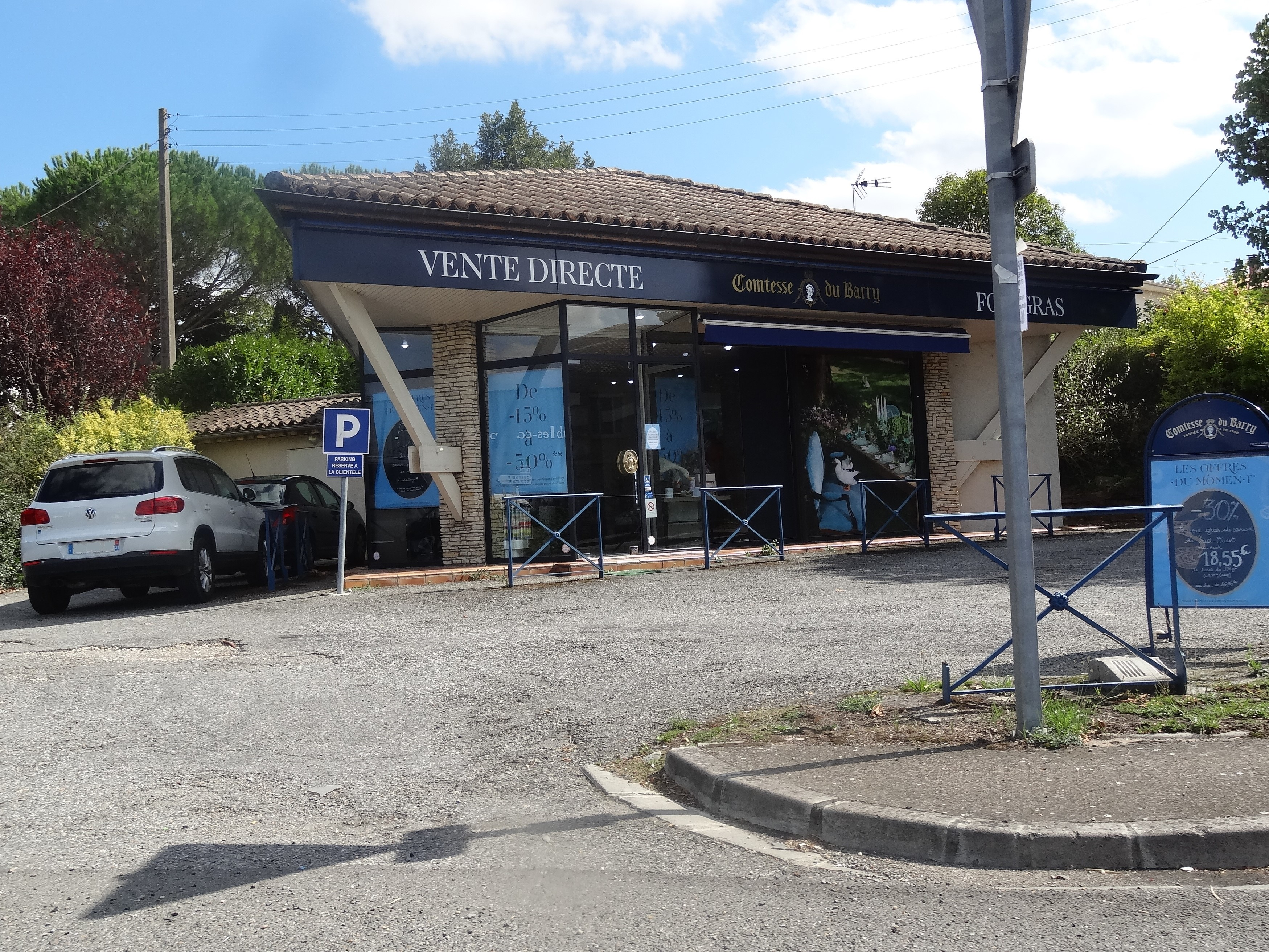
La boutique Comtesse du Barry à Gimont en 2017.

En 1908, Joseph Dubarry, ferblantier et son épouse Gabrielle, charcutière, décident d'unir leurs efforts pour produire du foie gras, vendu dans leur épicerie de Gimont et dans les foires d'exposition.
En 1954, le procédé de fabrication du bloc de foie gras est développé par le gendre des fondateurs, Henri Lacroix. Ce procédé permet de mélanger des morceaux de plusieurs foies afin d'obtenir un produit de consistance homogène, idéal à tartiner et une démocratisation des occasions de consommation du foie gras. Ce procédé est depuis resté inchangé.
En 1974, lors des grandes grèves, les clients ne peuvent pas recevoir leurs commandes à temps pour les fêtes[pertinence contestée]. En 1975, la première boutique Comtesse du Barry ouvre ses portes à Gimont.
En 2006, Luc Bramel,, arrière-petit fils des fondateurs, est nommé directeur général.
En juin 2011, Comtesse du Barry est acquis par le groupe Maïsadour,. Thierry Blandinières devient président, Luc Bramel conserve le poste de directeur général unique, tous les emplois sont conservés. 
En novembre 2015, Comtesse du Barry ferme le site de production de Gimont et transfère son personnel à Fleurance.
En avril 2018, au terme de plusieurs années de pertes et baisse d'effectifs, Comtesse du Barry affirme dans le Journal du dimanche (JDD) avoir retrouvé le chemin des bénéfices et de la croissance. L'enseigne déploie une offre de snacking dans ses magasins parisiens. 

## Activités
Comtesse du Barry fabrique à Fleurance du foie gras d'oie et de canard, 
L'entreprise se diversifie en 2013 dans le saumon fumé et le caviar.